# Rio Lidan
Lidan é um rio da província histórica da Västergötland, na Suécia. 
Tem uma extensão de 95 quilômetros e uma bacia hidrográfica de 2 262 quilômetros quadrados.
Nasce na comuna de Ulricehamn, atravessa a planície da Västergötland, e desagua na baía de Kinneviken, no lago Vänern, junto à cidade de Lidköping.

## Etimologia
O hidrônimo Lidan deriva da palavra lid (ribanceira), em alusão às margens abruptas deste curso de água.

## Galeria

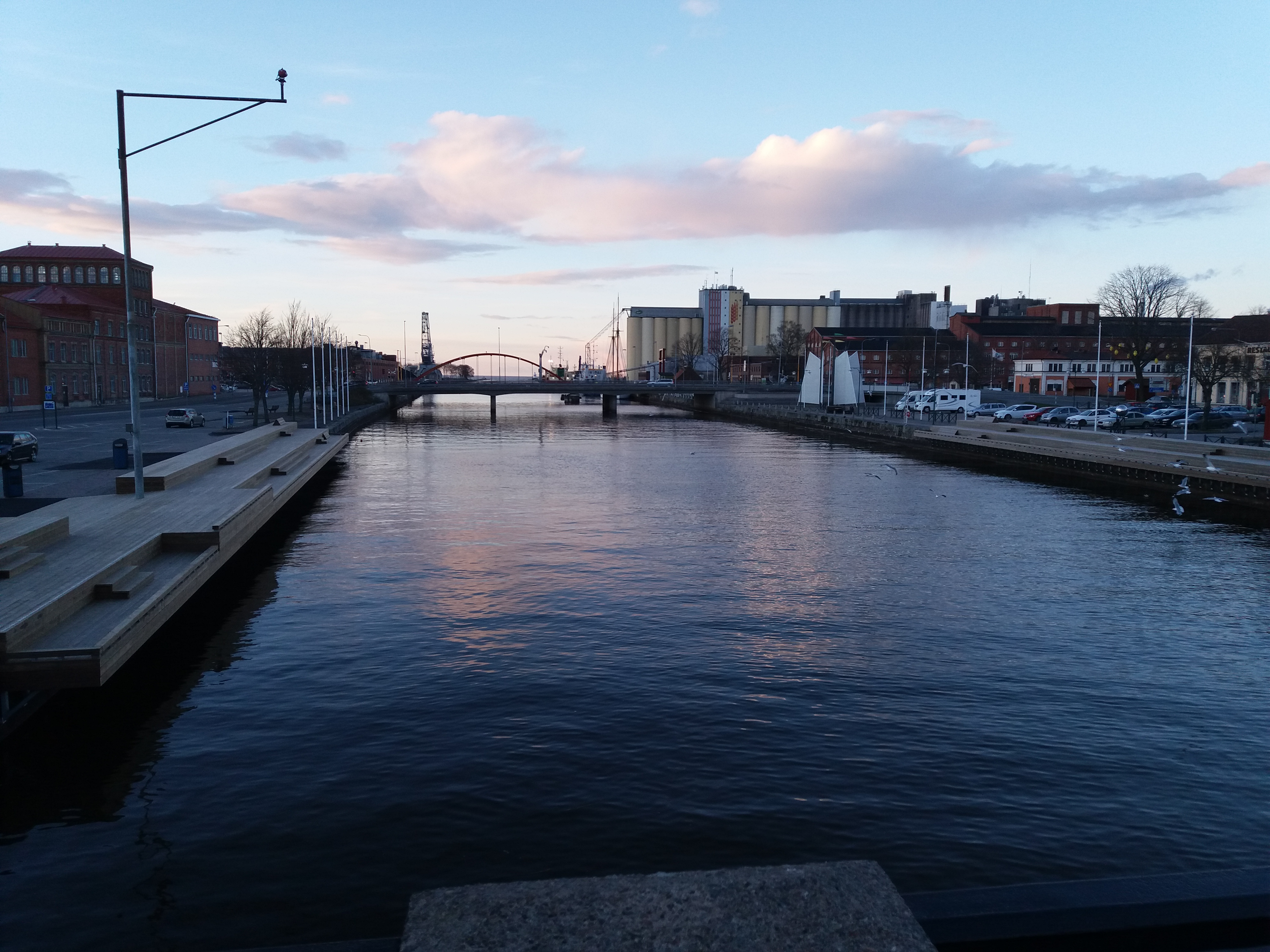
O rio Lidan em Lidköping
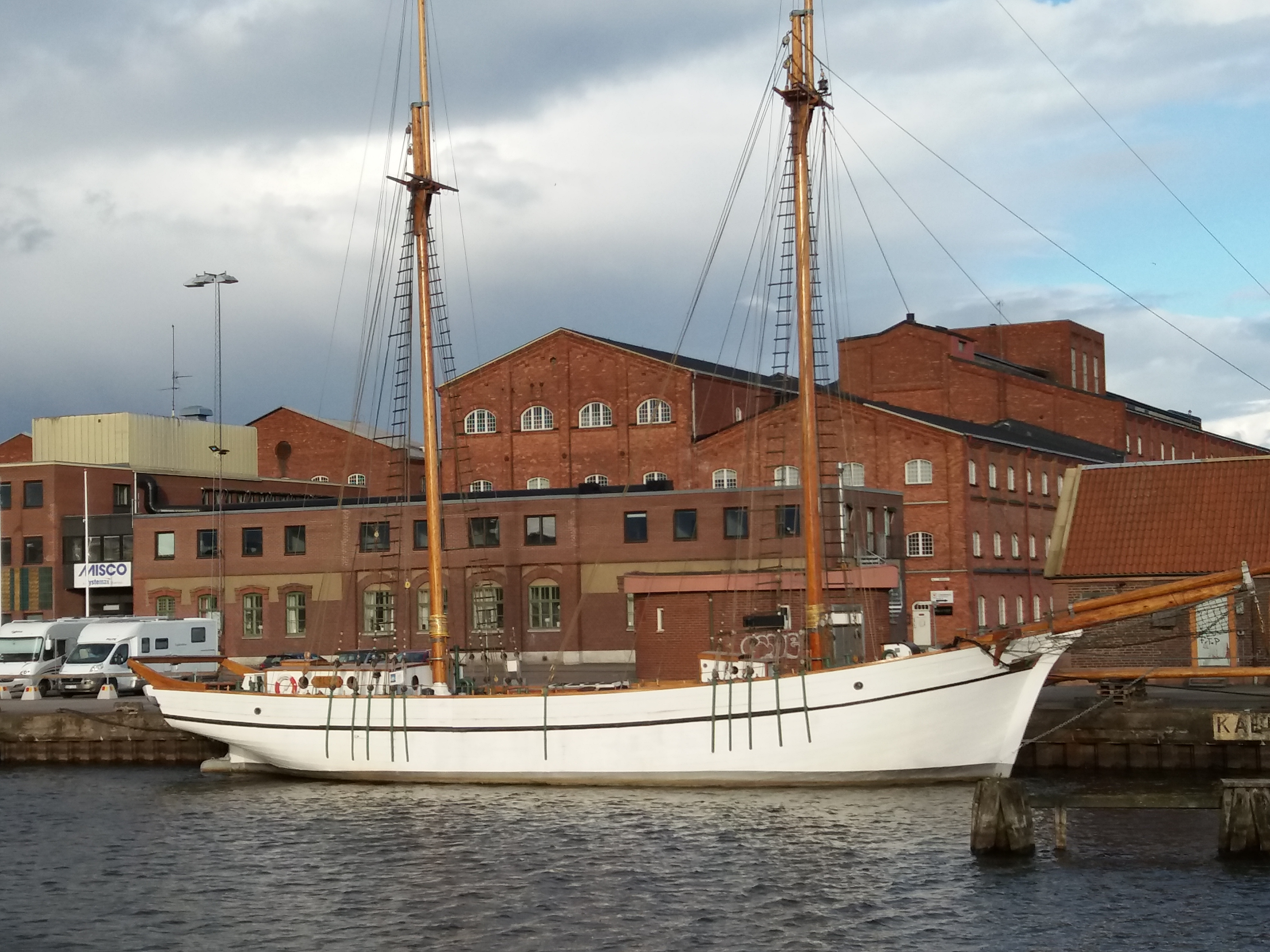
Um antigo navio no porto de Lidköping